# The Hot Zone
The Hot Zone és una minisèrie dramàtica dels Estats Units basada en un llibre homònim de Richard Preston, fou estrenada el 27 de maig del 2019 a National Geographic Channel.

## Sinopsi
The Hot Zone segueix els orígens de l'ebolavirus, que és altament infecciós i mortal de la selva tropical de l'Àfrica central, i com arriba per primera vegada als Estats Units. El 1989, quan el virus aparegué sobtadament en micos en un laboratori científic als afores de Washington D.C., no se'n coneixia cap cura. Una heroica veterinària de l'exèrcit estatunidenc que treballa amb un equip SWAT militar secret es posà en perill mortal quan intentà evitar el brot abans que s'estengués a la població humana.

## Repartiment

### Principals
- Julianna Margulies: Dra. Nancy Jaax
- Noah Emmerich: tinent coronel Jerry Jaax
- Liam Cunningham: Wade Carter
- Topher Grace: Dr. Peter Jahrling
- James D'Arcy: Trevor Rhodes
- Paul James: Ben Gellis
- Nick Searcy: Frank Mays
- Robert Wisdom: Coronel Vernon Tucker
- Robert Sean Leonard: Walter Humboldt

### Secundaris
- Grace Gummer: Melinda Rhodes
- Lenny Platt: sergent Kyle Ormond[2]